# Neveklov
Neveklov − miasto i gmina w Czechach, w powiecie Benešov, w kraju środkowoczeskim. Według danych Czeskiego Urzędu Statystycznego z dnia 1 stycznia 2023 liczyło 2 745 mieszkańców.

## Historia
Miasto uzyskało prawa miejskie w 1285 roku.
Obecnym burmistrzem Neveklova jest Jan Slabý.

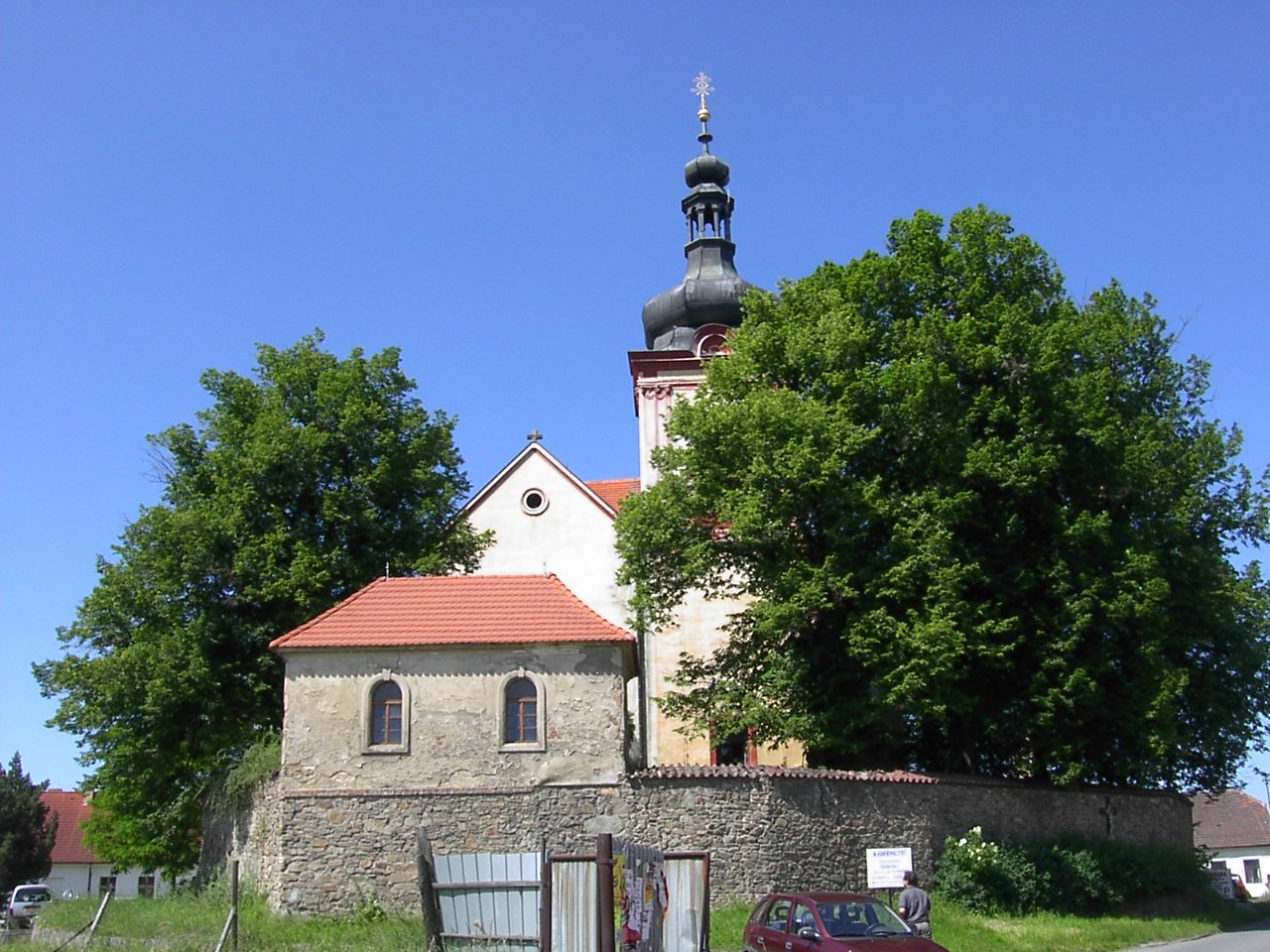
Kościół w Neveklovie